# Teramo
Teramo er en by i den midterste del af Italien, i regionen Abruzzo, og den er hovedstad i provinsen Teramo. Indbyggertallet er 54.817. Byen ligger omkring 150 km nordøst for Rom (via Autostrada A24). Den er placeret, hvor floderne Vezzola og Tordino løber sammen, og fra bymidten kan man på en halv time nå enten til de højeste bjerge i Appenninerne eller til strandene langs Adriaterhavet.

## Historie
Byen var først kendt under navnet Interamna, der kommer fra græsk, og henviser til, at den ligger på stedet, hvor to floder støder sammen. Navnet optræder i forskellige former, og i Liber Colonarium kaldes byen Teramne, og det er senere blevet til Teramo.
Interamna blev grundlagt af pretuterne, en stamme der menes at være et af de picenske folkeslag. Den tjente som preturernes hovedstad, og omtales blandt andet af den græske geograf Ptolemæus. Romerne erobrede byen i 290 f.Kr. og gjorde den til en municipium, hvilket indebar et vist selvstyre. Under forbundsfællekrigen deltog den i kampen mod romerne. Teramo lå ikke langs en af de romerske hovedveje, og er derfor ikke så ofte omtalt, men man ved, at der allerede i romersk tid blev oprettet et bispedømme. Byen har haft en vis betydning i romertiden, for fra den periode er der fundet rester af et teater, af bade, og af statuer og altre.
Da det Vestromerske rige brød sammen, gik det tilbage for Teramo. Den blev underlagt goterne, og derpå byzantinerne, og da langobarderne invaderede Italien, blev den en del af deres hertugdømme Spoleto. I 1076 blev den plyndret af normannerne og fra 1129 var den en del af det normanniske hertugdømme i Apulien og Calabrien. I det 14. og 15. århundrede var den plaget af fejder mellem lokale adelsslægter, men fulgte ellers med ind under det aragonske herredømme over Syditalien. Siden blev den en del af kongeriget Napoli, hvor den fungerede som hovedstad for provinsen Abruzzo Ulteriore (det fjerne Abruzzo), indtil den blev en del af kongeriget Italien i 1860.
I 1968 påbegyndtes arbejdet på Gran Sasso-tunnelen, der skulle forbinde Teramo med L'Aquila og Rom, i form af en forlængelse af Autostrada A24. Tunnelen skulle være færdig i 1980, men først i 1984 var det ene tunnelrør parat, og det andet blev ikke åbnet før i 1995.

## Administration
Teramo styres af et byråd med en borgmester i spidsen. Der er valg til byrådet hvert 5. år. Den nuværende borgmester, Maurizio Bruchhi, blev valgt i juni 2009, og tilhører Silvio Berlusconis Frihedsparti.

## Geografi
Teramo ligger i et kuperet terræn, ikke langt fra Gran Sasso bjergene, der er de højeste i Appenninerne. Byen er placeret ved sammenløbet af de to floder Vezzola og Tordino. Hovedstrøget er gaden Corso San Giorgio, der forbinder byens to store pladser, Piazza Garibaldi og Piazza Martiri. Sidstnævnte ligger foran domkirken og er nu et fodgængerområde, der bruges til forskellige arrangementer.

### Klima
Klimaet er friskt tempereret. I den køligste måned (Januar) er gennemsnitstemperaturen 5,5 grader, og i den varmeste måned (Juli) er gennemsnittet 24 grader. Om vinteren kan man sagtens opleve omfattende snefald, som det for eksempel skete i 2005. Der falder ellers ikke specielt meget nedbør, men det regner dog typisk en del i det sene forår. Om sommeren kan man opleve dage med intens varme.
| År 2007                   | Jan    | Feb    | Mar    | Apr    | Maj     | Jun    | Jul    | Aug    | Sep    | Okt   | Nov   | Dec    | Året |
| ------------------------- | ------ | ------ | ------ | ------ | ------- | ------ | ------ | ------ | ------ | ----- | ----- | ------ | ---- |
| Temperatur max. gnm. (°C) | 14     | 14     | 15     | 20     | 24      | 28     | 32     | 30     | 24     | 17    | 13    | 13     | 21,2 |
| Temperatur min. gnm. (°C) | 5      | 6      | 7      | 10     | 14      | 17     | 21     | 19     | 14     | 11    | 6     | 5      | 11,9 |
| Nedbør (mm)               | 14     | 26     | 67     | 25     | 92      | 62     | 0      | 30     | 30     | 30    | 157   | 90     | 623  |
| Vind (retning og m/sek)   | SØ 4,6 | SØ 4,3 | SØ 5,0 | NØ 4,5 | ØNØ 5,2 | NØ 5,2 | NØ 6,7 | NØ 5,2 | SØ 5,5 | Ø 2,9 | Ø 3,6 | NØ 3,8 | --   |

## Befolkningsudvikling
Teramo har nydt godt af vandringen fra land til by, og indbyggertallet er næsten tredoblet siden Italiens samling i 1861.

## Seværdigheder
De vigtigste seværdigheder er:
- San Berardo katedralen (også omtalt som Santa Maria Assunta), som blev grundlagt i 1158 af biskop Guido 2., er påbegyndt i romansk stil. Den imponerende indgangsportal i gotisk stil blev færdigbygget i 1332 af Deodato di Cosma. I kirken ses et blandt andet et alterforstykke i sølv (med 35 scener fra Jesu' liv) og et mangefløjet alter, skabt af den venetianske kunstner Jacobello del Fiore. Det tilstødende klokketårn er 50 m højt.
- Den romanske kirke Sant'Antonio fra 1127 har også et fint indgangsparti. Kirkens indre består af et enkelt skib, renoveret i barokstil.
- Klostret Madonna delle Grazie i romansk stil med tilhørende klosterkirke.
- Biskoppens palads, Palazzo Vescovile fra det 14. århundrede.
- Rester af et romersk teater (fra omkring 30 f.Kr.) og et amfiteater fra det 3. eller 4. århundrede.

## Økonomi
Teramos økonomi er primært baseret på landbrugsvarer og handel, samt en livskraftig industri, der producerer tekstiler, fødevarer, maskineri, byggematerialer og keramiske produkter. Økonomien nyder godt af den nemme adgang til de italienske Autostradaer.

## Kultur
Hvert år i maj afholdes kunstudstillingen Maggio Festeggiante. I løbet af sommeren uddeles Teramos litteraturpris.

### Berømte bysbørn
- Berardo da Pagliara, (?-1123), biskop og senere skytshelgen for byen og stiftet.
- Melchiorre Delfico, (1744-1835), filosof
- Giacinto Pannella, (1847-1927), forfatter
- Vincenzo Cerulli (1859-1927), astronom. Han er kendt for sine teorier om Mars' kanaler og har også opdaget en asteroide. Et observatorium i området er opkaldt efter ham.
- Ivan Graziani, (1945-1997), sanger og sangskriver.
- Francesco Possenti, (1838-1861), også kendt som Sankt Gabriel. Er skytshelgen for hele Abruzzo.

### Gastronomi
Gastronomien fra provinsen Teramo er kendt for sin variation og smag. Blandt de typiske ingredienser er lam (agnello), stærk peber (peperoncino), fåreost (formaggio pecorino) og langtidsstegt svinekød. De mest udbredte vine er rødvinen Montepulciano d'Abruzzo og hvidvinen Trebbiano d'Abruzzo.
Typiske retter fra Teramo og omegn er blandt andet:
- scrippelle – Denne ret serveres i hele provinsen og minder lidt om franske crepes, skønt den typisk laves uden brug af mælk. Der er to almindelige variationer. Den første er scrippelle 'mbusse – (dialekt for scrippelle i bouillon), og den består af scrippelle rullet i pecorino- eller parmesanost og serveres i kyllinge-bouillon. En anden variation er timballo – scrippelle i lag med ragout, kød eller små kødboller (polpettini), forskellige oste som scamorza, og nogle gange ærter (piselli).
- maccheroni alla chitarra – en flad, båndagtig pasta med æg, der har fået navn fra det instrument, man skærer den med, en træramme med metalstrenge, der kaldes en chitarra (guitar), fordi den minder om én.
- mazzarelle d'agnello – lammelunger og indvolde pakket ind i roeblade og braiseret i hvidvin eller med tomatsovs. Den er ikke for begyndere og må ikke forveksles med mozzarella-ost.
- le virtù – en grønsagssuppe, der typisk laves i maj måned for at fejre Jordens kraft (virtu). Den kan laves med mange forskellige lokale grøntsager og indeholder typisk "annit", der er en slags vild fennikel.
- tacchino – en ret der er berømt i den nærliggende by Canzano. Man bager en kalkun i lang tid i gelatine (en gammel måde at langtidspræservere kød på), og serverer den som regel kold.
- vino cotto – en "brændt" vin, der også findes i Marche-regionen. Den produceres ved at opvarme druesaften, før den begynder at gære, og man får en sød og velsmagende dessertvin. Den kan både drikkes direkte og bruges i madlavning.
- caggiunitti – gennembagte æbleskiver, der typisk laves med chokolade og mandler.

Teramo er også hjemsted for Torrefazione Adriatica, S.p.A., grundlagt i 1942 og producent af Marcafe, et af de kendteste kaffemærker i Italien.
I 2005 offentliggjorde det italienske sundhedsministerium en undersøgelse, der konkluderede, at Teramo, sammen med Rom havde det bedste drikkevand i hanerne i Italien.

## Sport

### Basketball
Teramo Basket eksisterede i perioden 1973-2012, og klubben spillede fra 2003 til 2012 i Serie A, den professionelle italiensk basketball-liga. Klubben blev nummer 3 i turneringen i 2009, og deltog i den europæiske Eurocup turnering i 2010. I sæsonen 2011-2012 blev holdet nr. 14 i Serie A, men derefter blev det opløst på grund af dårlig økonomi.

### Håndbold
H.C. Teramo Handball havde i en periode to hold (mænd og kvinder) i håndboldens Serie A, der er den øverste division i Italien. Herrerne rykkede ned efter sæsonen 2011-2012, og efter sæsonen 2013-2014 blev holdet opløst. Byen er vært for Interamnia World Cup hvert år i juli med flere end 30 hold fra hele verden.

### Fodbold
Teramo Calcio er byens professionelle forboldhold, stiftet i 1913. Holdet gik fallit i 2008 og blev rykket ned i den lokale Abruzzo-liga, der er syvende niveau fra toppen i italiensk fodbold. Efterfølgende spillede Teramo sig op gennem graderne og i 2014-2015 er det i Liga Pro, som er tredje niveau i den italienske turnering. Holdet spiller i rødt og hvidt (som Danmark) og har hjemmebane på Stadio Comunale, der kan rumme 7.500, og som også bruges til koncerter.

## Venskabsbyer
- Ribeirão Preto, Brasilien, siden 2005
- Prag (distrikt 7), Tjekkiet
- Strovolos, Cypern
- Memmingen, Tyskland
- Rishon LeZion, Israel
- Berane, Montenegro
- Gorzów Wielkopolski, Polen, siden 2007

## Eksterne links
- Teramo Kommune